# 米沢市立愛宕小学校
米沢市立愛宕小学校（よねざわしりつ あたごしょうがっこう）は山形県米沢市御廟にある公立小学校。

## 所在地
- 山形県米沢市御廟3丁目10番1号

## 沿革
- 1873年（明治6年） - 西堤学校分校を西明寺に置く
- 1875年（明治9年） - 羽山学校と改称。笹野学校設立。笹野観音境内の一部に新築
- 1876年（明治10年） - 笹野学校新校舎建設
- 1879年（明治13年） - 羽山学校新校舎建設
- 1887年（明治20年） - 遠山尋常小学校・笹野尋常小学校と改称。
- 1919年（大正8年） - 笹野・遠山両校が統合し、上長井尋常小学校となる。笹野分教場開設
- 1924年（大正13年） - 上長井尋常高等小学校と改称
- 1941年（昭和16年） - 国民学校令により、上長井村国民学校と改称。
- 1943年（昭和18年） - 古志田の地に校舎移転増改築
- 1947年（昭和22年） - 学制改革により、上長井村立上長井小学校と改称。上長井中学校併設
- 1953年（昭和28年） - 米沢市に合併し、米沢市立愛宕小学校ならびに米沢市立愛宕中学校と改称。
- 1954年（昭和29年） - 愛宕中学校は第三中学校へ統合
- 1988年（昭和63年） - 現在地へ移転開校
- 1989年（平成元年） - 新校舎竣工

## 通学区域
- 遠山町、古志田町、笹野町、御廟二丁目(2番8号、2番20号 - 701から20号 - 909まで、3番、4番3号から55号まで)、御廟三丁目、城西一丁目(1番9号から46号まで、2番から4番まで、5番5号から43号まで、7番7号から38号まで)、堀川町、林泉寺一丁目、林泉寺二丁目、林泉寺三丁目[1]

## 卒業後
- 第二中学校へ進学する。

## 交通アクセス
- 東日本旅客鉄道（JR東日本）米坂線 西米沢駅より1.9km。